# Lilli Welcke
Lilli Welcke (* 29. April 2002 in Baden-Baden) ist eine deutsche Eishockeyspielerin, die seit 2022 an der Boston University studiert und für deren Eishockeymannschaft, die BU Terriers, in der National Collegiate Athletic Association (NCAA) spielt. Ihre Zwillingsschwester Luisa und ihre Schwester Lea sind ebenfalls Eishockeyspielerinnen.

## Karriere
Lilli Welcke begann mit dem Eislaufen gemeinsam mit ihren beiden Schwestern auf dem Heidelberger Weihnachtsmarkt. Mit dem Eishockeysport kamen die drei in Kontakt, als sie in den Ferien an einem Eishockey-Camp teilnahmen. Sie durchliefen verschiedene Vereine, erhielten als Mädchen jedoch nicht die gewünschte Unterstützung und fanden erst im Heilbronner EC eine sportliche Heimat. Für diesen durchliefen die drei Schwestern die männlichen Nachwuchsmannschaften. 2016 absolvierten die Zwillinge Luisa und Lilli ihre ersten Einsätze für den EKU Mannheim Käfertal (Kurpfalz Ladies) in der Fraueneishockey-Bundesliga. In der Saison 2017/18 gehörten die beiden bereits zum Stammkader der Frauenmannschaft des EKU.
2018 entschieden sie sich für einen Wechsel nach Nordamerika und besuchten die Kent School. Parallel spielten sie für die Eishockeymannschaft der Bildungseinrichtung in der US-amerikanischen Highschool-Liga (USHS). 2019 wechselten sie in das kanadische Prep-School-System und spielten für das Ridley College in der Junior Women’s Hockey League.
In der Saison 2021/22 kehrten Lilli und Luisa zum EKU Mannheim zurück, für den sie erneut (nun als Maddogs Mannheim) in der Frauen-Bundesliga spielten. Im Frühsommer 2022 entschieden sich die Zwillinge, ab 2022 an der University of Maine zu studieren und für deren Eishockeymannschaft, die Black Bears, in der National Collegiate Athletic Association (NCAA, Hockey East) zu spielen. Nach einem Jahr bei den Black Bears wechselten die Schwestern innerhalb der NCAA an die Boston University und spielen seither für die BU Terriers.

### International
Lilli und Luisa Welcke durchliefen bis 2017 gemeinsam die U15- und U16-Frauen-Nationalmannschaften und nahmen im Juniorenbereich gemeinsam an den U18-Weltmeisterschaften 2017 (Platz 1 in der Division I), 2018 (Platz 8), 2019 (Platz 2 in der Division I) und 2020 (Platz 1 in der Division I) teil. Beim Turnier 2017 und 2020 schafften sie jeweils den Aufstieg in die Top-Division, 2018 stieg die U18-Auswahl wieder in die Division I ab.
Im Rahmen des Qualifikationsturniers für die Olympischen Winterspiele 2022 im November 2021 debütierte Lilli Welcke für das Frauen-Nationalteam, verpasste jedoch mit diesem die Olympiateilnahme. Im August 2022 wurde sie gemeinsam mit ihrer Zwillingsschwester für die  Frauen-Weltmeisterschaft 2022 nominiert. Die Weltmeisterschaft 2023 verpasste sie verletzungsbedingt. Weitere Einsätze folgten bei der Weltmeisterschaft 2024 und in der erfolgreichen Qualifikation zu den Olympischen Spielen 2026.

## Erfolge und Auszeichnungen
- 2017 Aufstieg in die Top-Division bei der Weltmeisterschaft der U18-Frauen
- 2020 Aufstieg in die Top-Division bei der Weltmeisterschaft der U18-Frauen

## Karrierestatistik

### International
(Legende zur Spielerstatistik: Sp oder GP = absolvierte Spiele; T oder G = erzielte Tore; V oder A = erzielte Assists; Pkt oder Pts = erzielte Scorerpunkte; SM oder PIM = erhaltene Strafminuten; +/− = Plus/Minus-Bilanz; PP = erzielte Überzahltore; SH = erzielte Unterzahltore; GW = erzielte Siegtore; 1 Play-downs/Relegation; Kursiv: Statistik nicht vollständig)